# Sibil·la d'Anhalt
Sibil·la d'Anhalt (en alemany Sibylla von Anhalt) va néixer a Bernburg (Alemanya) el 28 de setembre de 1564 i va morir a Leonberg el 26 de novembre de 1614. Era una noble alemanya, filla del príncep Joaquim Ernest d'Anhalt (1536-1586) i d'Agnès de Barby Muehlingen (1540-1569).
El 1577, la seva germana gran Anna Maria va ser rellevada del càrrec d'abadessa imperial de Gernrode i de Frose per casar-se amb Joaquim Frederic de Brieg, essent escollida Sibil·la com a successora al capdavant de l'abadia, cosa que fou confirmada per l'emperador Rodolf. Però el 1581, Sibil·la va deixar el càrrec per tal de casar-se amb el comte de Montbéliard i hereu del ducat de Württemberg Frederic I. La seva successora com a abadessa va ser la seva germana més jove Agnes Hedwig, més tard duquessa de Schleswig-Holstein-Sonderburg.
Amb només setze anys en el moment de casar-se, Sibil·la va donar al seu marit quinze fills en els primers quinze anys del seu matrimoni, però no va tenir cap paper destacat en la vida de la cort ni va tenir cap influència sobre el seu marit. Després del naixement del seu darrer fill, la parella pràcticament vivien separats. En els seus freqüents viatges a França, Itàlia i Anglaterra, Frederic no es va fer acompanyar mai de Sibil·la.
Era una dona interessada a ampliar els seus coneixements de botànica i de química. Per amagar el seu interès per la dubtosa disciplina de l'alquímia, va reunir una col·lecció de plantes per a la producció de medicaments per als pobres. Com a assessora científica, va nomenar Elena Magenbuch, una filla de Johann Magenbuch, el metge personal de Martí Luter i de l'emperador Carles V. A Helena Magenbuch se li va concedir el títol de Farmacèutica de la cort Württemberg.
Després de la mort del seu marit el 1608, Sibil·la es va retirar a Leonberg, on va encarregar a l'arquitecte Heinrich Schickhardt construir el palau de Leonberg i crear el famós Pomeranzengarten (Orange Garden) d'estil renaixentista. El 1609 Schickhardt va construir una casa prop de Leonberg, que va ser utilitzada com a pavelló de caça.

## Matrimoni i fills
El 1581 es va casar a Stuttgart amb Frederic I de Württemberg (1557-1608), fill del comte de Montbéliard Jordi I (1498-1558) i de Bàrbara de Hessen (1536-1597). El matrimoni va tenir quinze fills:
- Joan Frederic (1582-1628), casat amb la princesa Bàrbara Sofia de Brandenburg (1584-1636).
- Jordi Frederic (1583-1591)
- Sibil·la Elisabet (1584-1606), casada amb l'elector Joan Jordi I de Saxònia (1585-1656).
- Elisabet (1585-1585)
- Lluís Frederic (1586-1631), casat primer amb Elisabet Magdalena de Hessen-Darmstadt, i després amb Anna Elionor de Nassau-Saarbrücken-Weilburg.
- Joaquim Frederic (1587-1587)
- Juli Frederic (1588-1635), casat amb Anna Sabina de Schleswig-Holstein-Sonderburg (1593-1659).
- Felip Frederic (1589-1589)
- Eva Cristina (1590-1657), casada amb el duc Joan Jordi de Brandenburg-Jägerndorf (1577-1624).
- Frederic Aquil·les (1591-1630)
- Agnès (1592-1629), casada amb el príncep Francesc Juli de Saxònia-Lauenburg (1584-1634).
- Bàrbara (1593-1627), casada amb el marcgravi Frederic V de Baden-Durlach (1594-1659).
- Magnus (1594-1622)
- Augusta (1596-1596)
- Anna (1597-1650)